# کنجی تاکاما
کنجی تاکاما (به ژاپنی: 高間賢治، Kenji Takama) (زادهٔ ۱۰ مارس ۱۹۴۹) فیلم‌بردار اهل ژاپن است.